# Liste der Naturdenkmale in Dornburg (Hessen)
Die Liste der Naturdenkmale in Dornburg (Hessen) nennt die im Gebiet der Gemeinde Dornburg im Landkreis Limburg-Weilburg in Hessen gelegenen Naturdenkmale.
| Bild            | Bezeichnung  | Ortsteil, Lage                                               | Beschreibung | Art          | Nr.     |
| --------------- | ------------ | ------------------------------------------------------------ | --- | ------------ | ------- |
| Fotos hochladen | Sommerlinde  | Langendernbach, Bahnhofstraße 50° 32′ 20,5″ N, 8° 2′ 41,3″ O | Langedernbacher Kirchlinde im Kirchhof der Dorfkirche, Dornburg-Langendernbach | Sommerlinde  | 3533003 |
| BW              | 3 Ahorne     | Wilsenroth 50° 31′ 36,8″ N, 8° 1′ 1,9″ O                     | Zwei Einzelbäume am Friedhof von Wilsenroth, an der Ausfallstraße nach Frickhofen; ein Baum mit tiefem Kronenansatz, der andere Baum wird durch zwei schwächere Ahorne im Kronenraum bedrängt | Ahorn        | 3533026 |
| BW              | Traubeneiche | Wilsenroth 50° 31′ 34,4″ N, 8° 1′ 10,7″ O                    | Knorriger Einzelbaum, am Ortseingang von Wilsenroth aus Frickhofen kommend, an der Einfahrt zum Steinbruch; inzwischen durch verschiedene Starkastabbrüche sehr hoher Kronenansatz            | Traubeneiche | 3533027 |

## Belege
1. ↑  
Liste der Naturdenkmale im Landkreis Limburg-Weilburg. (PDF; 33 kB) In: www.landkreis-limburg-weilburg.de. Landkreis Limburg-Weilburg, März 2018, abgerufen am 10. Juni 2022.
2. 1 2  
Naturdenkmale in Hessen. (pdf; 405 kB) Anlage zu Kleine Anfrage der Abg. Ursula Hammann (BÜNDNIS 90/DIE GRÜNEN) vom 15.04.2011 betreffend Biotopverbund Teil 2 und Antwort der Ministerin für Umwelt, Energie, Landwirtschaft und Verbraucherschutz. Hessischer Landtag, 22. Juni 2011, abgerufen am 4. Februar 2016.

- Karte mit allen Koordinaten:
- OSM |
- WikiMap